# Melissa Keller
Melissa Keller (Long Lake, 1979) è un'attrice e modella statunitense.

## Biografia
Melissa Keller è nata a Long Lake, nella Contea di Hennepin, in Minnesota. Ha iniziato la sua carriera di modella quando aveva 15 anni  per Parasuco, Noxzema, GAP, Revlon, L'Oréal, Aveda e per il numero Sports Illustrated Swimsuit nel 2002, 2003 e 2004. Nei suoi scatti fotografici di Sports Illustrated, è stata modella del lavoro di body painting di Joanne Gair.  Sports Illustrated e Nissan avevano precedentemente tenuto un concorso a premi che permetteva alle persone di registrarsi per avere la possibilità di partecipare a un evento sportivo con la Keller. 

## Filmografia parziale
- Criminal Minds - serie TV, episodio 4x16 (2009)